# Campeonato Paraguaio de Futebol de 1907
O Campeonato Paraguaio de Futebol de 1907 foi o segundo torneio desta competição. Recebeu o nome de "Copa El Diario", referente a um jornal local.Participaram cinco equipes. 
| Equipe               | Cidade   | Departamento     | No ano anterior | Estádio | Capacidade | Títulos        | Participações |
| -------------------- | -------- | ---------------- | --------------- | ------- | ---------- | -------------- | ------------- |
| Atlántida Sport Club | Assunção | Distrito Capital | Estreante       | --      | --         | 0 (não possui) | 1             |
| Club Guaraní         | Assunção | Distrito Capital | Campeão         | --      | --         | 1 (1906)       | 2             |
| Club Libertad        | Assunção | Distrito Capital | Terceiro Lugar  | --      | --         | 0 (não possui) | 2             |
| Club Nacional        | Assunção | Distrito Capital | Quinto Lugar    | --      | --         | 0 (não possui) | 2             |
| Club Olimpia         | Assunção | Distrito Capital | Vice Campeão    | --      | --         | 0 (não possui) | 2             |

## Premiação
| Campeonato Paraguaio 1907 Primeira Divisão |
| Assunção                                   |
| ------------------------------------------ |
| Club Guarani Campeão (2º título)           |